# Saba
Saba é uma das ilhas e município especial dos Países Baixos localizada nas Pequenas Antilhas, no mar do Caribe.
Foi descoberta por Cristóvão Colombo em 13 de novembro de 1493. É território neerlandês desde 1640. A partir de 1 de janeiro de 2010, passou a ter o estatuto de município do Reino dos Países Baixos, sendo dissolvido, nesse momento, o território das Antilhas Neerlandesas.
Sua capital é The Bottom. A população da ilha era de 1991 habitantes em 2013, com uma densidade populacional de 118 hab./km². A área da ilha é de 13 km². O ponto mais alto da ilha tem 887 metros, no Mount Scenery, um vulcão ativo, porém a última erupção desse vulcão ocorreu em 1640.
Possui uma rica vegetação densa na maior parte da ilha e grandes paredões rochosos. É local uma grande diversidade botânica tropical. A companhia aérea Winair administra o único aeroporto da ilha, que faz voos diários para as ilhas de São Martinho, Santo Eustáquio e São Cristóvão.
A ilha é servida pelo aeroporto Juancho E. Yrausquin, com uma pista de 400 metros, considerado um dos mais perigosos aeroportos do mundo. Apesar do perigo, nunca houve acidentes no aeroporto, que também comporta um pequeno heliporto.
Na capital da ilha, The Bottom, encontra-se a Saba University School of Medicine, uma universidade de medicina com pouco mais de 180 alunos.

## Geografia

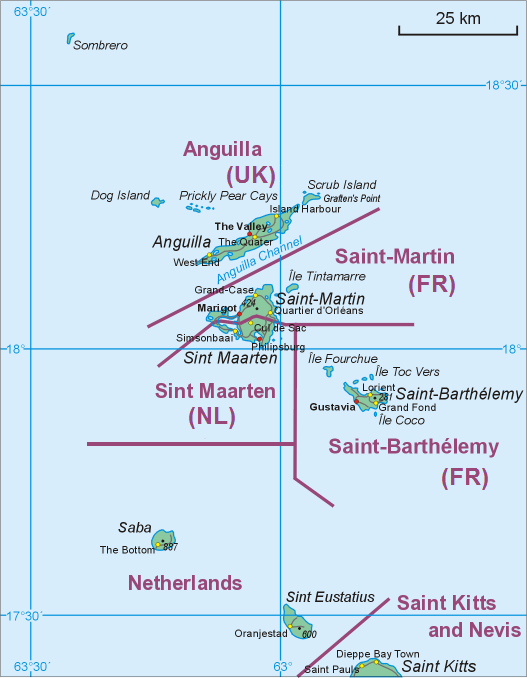
Mapa

Saba está a sudoeste de São Martinho e noroeste de Santo Eustáquio e parte das ilhas de Sotavento e das chamadas ilhas SSS.
A ilha é de origem vulcânica e consiste principalmente do vulcão monte Scenery, que é o pico mais alto dos seus quatro cones vulcânicos, e tem 877 m de altitude, marcando a maior altitude do Reino dos Países Baixos.
Os 13 km² da ilha definem uma forma quase redonda, de 4,5 km de diâmetro. A ilha é limitada por falésias, e praias naturais não existem. A 250 metros ao norte da Saba está uma ilha rochosa desabitada denominada "ilha verde", cheia de plantas tropicais.

## Demografia
Saba tem 1846 habitantes (censo de janeiro de 2014), dos quais cerca de 58% são Católicos Romanos, 14% Anglicanos, 22% pertencem a outras comunidades religiosas.
O inglês é a língua de educação e a língua oficial em conjunto com a língua neerlandesa. Cinco por cento da população fala espanhol e apenas dois por cento tem o neerlandês como primeira língua. Cerca de 1% da população fala o crioulo Papiamento.

## Principais cidades
- Windwardside
- The Bottom
- Zions Hill
- St. Johns